# Yasutaka Nakata
Yasutaka Nakata (中田ヤスタカ Nakata Yasutaka?,  nombre real en kanji: 中田 康貴, 6 de febrero de 1980) es un músico, productor y DJ japonés de música electrónica. Es originario de la ciudad de Kanazawa, capital de la Prefectura de Ishikawa.
Nakata es principalmente conocido por CAPSULE, su grupo junto con la vocalista Toshiko Koshijima, y también por sus trabajos con Perfume, MEG, Ami Suzuki y Kyary Pamyu Pamyu. Desde el 2003 tuvo su propio sello discográfico, contemode, como subsello de Yamaha Music Communications aunque actualmente no se encuentra en uso.

## Historia
En 1996 Nakata envió dos canciones en formato Midi compuestas por él mismo a un concurso musical de Yamaha, donde ganó uno de los premios a la mejor técnica.
En el año 1997 se unió a Toshiko Koshijima en el dueto capsule, pero no debutaron como majors hasta el 2001, cuando lanzan su primer sencillo "Sakura". Antes del debut de capsule también fue integrante de otra banda llamada SYNC⇔SYNC, junto con Emi Kinoko.
El 2003 proporcionó música para el videojuego de Bemani pop'n music bajo el nombre de polyphonic room.
El 2004 trabajó con Yoshiyuki Momose de Studio Kajino (una subsidiaria de Studio Ghibli) para crear el corto Portable Kuukou. Se convirtió en una trilogía de cortometrajes, incluyendo las canciones de capsule "Portable Kuukou", "space station NO.9" and "Soratobu Toshikeikaku".
El 2007 colaboró por primera vez con Ami Suzuki para "FREE FREE/SUPER MUSIC MAKER", y este sencillo se convirtió en el más exitoso del proyecto "join" de la cantante, y n.º 1 en varias listas de música electrónica. El 2008 volvió a trabajar con Ami para su sencillo "ONE".
Desde 2011 colabora, junto con capsule, con Kyary Pamyu Pamyu produciendo sus canciones haciendo de la cantante una gran idol en Japón. Además, en enero del 2017, Yasutaka tiene una colaboración con Kyary y con la cantante y compositora inglesa, Charlotte Emma Aitchison, conocida profesionalmente como Charli XCX, en la canción "Crazy Crazy".

## Trabajos

### Producciones
- capsule
- COLTEMONIKHA
- Perfume
- MEG
- Ami Suzuki
- NAGISA COSMETIC
- marino
- SARINA
- Marina Inoue
- SMAP
- Crystal Kay
- Kyary Pamyu Pamyu

### Remixes
- dorlis × Maki Nomiya × Yasutaka Nakata (capsule) featuring coba / Love Derby (ラブ◎○△▲ダービー) ～Yasutaka Nakata Remix～
- KALEIDO / Meu Sonho (yasutaka nakata - capsule mix)
- m-flo loves MINMI / Lotta Love -yasutaka nakata capsule extended mix-
- Leah Dizon / Koi Shiyou (恋しよう♪) ～yasutaka nakata-capsule mix～
- RAM RIDER / Sun Lights Stars (yasutaka nakata 8FM mix)
- RAM RIDER / Kimi ga Suki (きみがすき) -Yasutaka Nakata (capsule) Remix-
- spaghetti vabune! / favorite song (contemode bossa mix)
- Nana Furuhara - Futari no Mojipittan (ふたりのもじぴったん) (fine c'est la mix)
- Akiko Toki - Kimi ni Mune Kyun (君に胸キュン。) (Yasutaka Nakata-capsule REMIX)
- Ami Suzuki / A token of love (FM88 mix)
- Thelma Aoyama / Rhythm (リズム) (Yasutaka Nakata(capsule) Remix)
- CLAZZIQUAI PROJECT / Beat in Love (Yasutaka Nakata [capsule] Remix)
- Madeon x Passion Pit / Pay No Mind (Yasutaka Nakata 'CAPSULE' Remix)
- Passion Pit / The Reeling (Yasutaka Nakata [capsule] Remix)

### Soundtracks
- Dorama Liar Game (Fuji TV)
- Película Utsutsu

- Datos: Q1196321